# Botswana hadereje
Botswana hadereje a szárazföldi erőkből és a légierőből áll. 1977-ben jött létre, élén Botswana elnöke áll.

## Története
Az 1966-ban függetlenné vált Botswana kezdetben úgy gondolta, nem hoz létre állandó hadsereget, inkább a fejlődésre és a szegénység enyhítésére fekteti a hangsúlyt, a védelemről egy kis létszámú katonai rendőrség gondoskodott. Azonban a rodéziai és dél-afrikai biztonsági erők behatolásai szükségessé tették egy hadsereg létrehozását. A BDF 1977-ben alakult, a dél-afrikai politikai változások után feladata főként az orvvadászat elleni fellépés, katasztrófák megelőzése és kárainak enyhítése (ide értve a túlélők keresését és mentését), a belföldi rendfenntartás és a külföldi békefenntartás lett. A hadsereg legnagyobb támogatója az Amerikai Egyesült Államok, a tisztek nagy része amerikai képzést kapott. 2015-ben álltak a hadseregbe először nők.

## Szervezeti felépítése
A botswanai haderő több különböző szolgálati területből áll, mindet egy-egy dandártábornok vezérli:
- 1BDE GROUP: lövészeket és szolgáltató zászlóaljakat tartalmaz
- Légierő: saját jelzései és logisztikája (thebephatswei légibázis - itt kap helyet a parancsnokság is) vannak
- Védelmi Logisztikai Parancsnokság (parancsnoksága a gaboronei Sir Seretse Khama laktanyában van)
- 3 Glenn-völgyi brigádcsoport, a völgyben található a parancsnokság és főiskola is[3]

A szárazföldi erők létszáma 8500 fő, a következő egységekből áll:
- 1 páncélos dandár
- 2 gyalog dandár
- 1 tüzér dandár
- 1 légvédelmi dandár
- 1 műszaki dandár
- 1 hírszerző egység

Felszerelés
- 86 db közepes harckocsi
- 55 db páncélozott harcjármű
- 20 db vontatásos tüzérségi löveg

## Kiképzés
Az Egyesült Államok Nemzetközi Katonai Képzés és Kiképzése továbbra is fontos szerepet tölt be a botswanai hadsereg kiképzésében. Minden évben 50 feletti botswanai tiszt vesz részt az USA-ban kiképzésen, 1999-ben nagyjából 85%-uk volt olyan, aki részt vett ezen.

## Hazai tevékenysége
- 1995 – A BDF mentő missziókat vállalt az ország nagy részét érintő áradások során.[5]
- 1996 – A BDF katonái 90 ezer homokzsákot és 12 ezer gumit telepítettek az áradással fenyegetett Botswana Ash (Botash) üzem megvédésére[5]
- 2006 – A Ramotswa környéki áradások után ismét bevetették a hadsereget[5]
- 2009 – Ezúttal Kasane régiót sújtotta áradás[5]
- 2015 – A BDF tiltakozásokat oszlatott Gaboronéban és Maunban
- 2017 – Folyamatos tüntetések botswanai nagyvárosokban

## Nemzetközi együttműködés

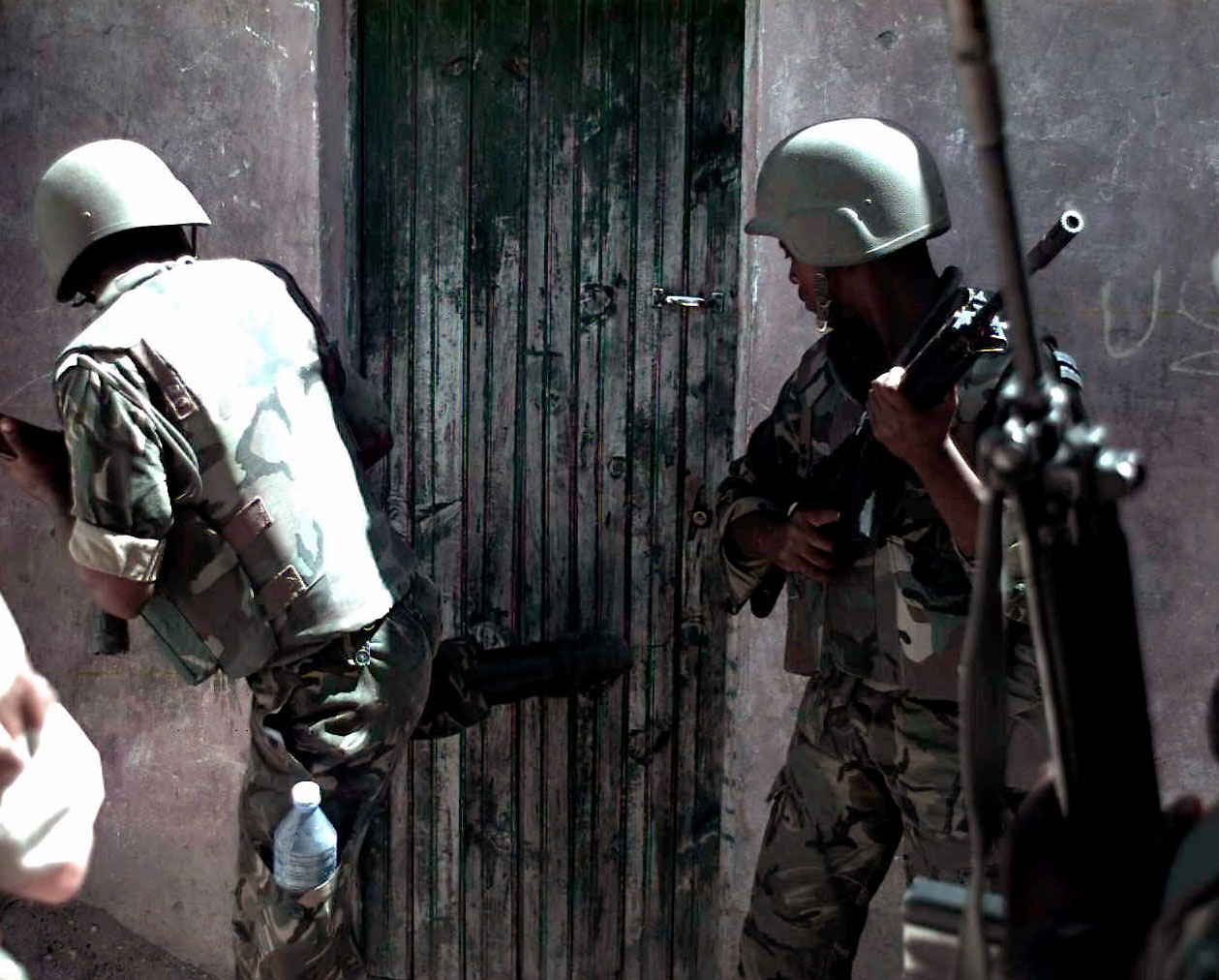
Botswanai katonák a Bakaara piaci (Mogadishu) offenzívában az Egységes Kötelékben 1993 januárjában

1992 és 1993 között egy BDF-kontingens is részt vett az Egyesült Államok vezette Egységes Kötelékben, mely a szomáliai polgárháborúba avatkozott be. 1993 és 1994 között BDF-tisztek megfigyelőként vettek részt Ruandában az ENSZ békefenntartó missziójában. Ugyanezen időszakban az ENSZ mozambiki hadműveletében is részt vettek az ország katonái.
A BDF a Boleas hadműveletben, a Dél-afrikai Fejlesztési Közösség (SADC) 1998-as lesothói beavatkozásában is részt vett. A hadművelet után a lesothói hadsereg tagjainak kiképzést nyújtottak. A hadműveletben nagyjából 380 botswanai katona vett részt. A hadsereg szintén sikeresen vett részt a szomáliai és dárfúri ENSZ-békefenntartók munkájában.

## Lásd még
- Botswana Defence Force XI FC
- Botswana légiereje

## Fordítás
Ez a szócikk részben vagy egészben  a   Botswana Defence Force című angol Wikipédia-szócikk ezen változatának fordításán alapul.  Az eredeti cikk szerkesztőit annak laptörténete sorolja fel. Ez a jelzés csupán a megfogalmazás eredetét és a szerzői jogokat jelzi, nem szolgál a cikkben szereplő információk forrásmegjelöléseként.